# ポール・マカノヴィツキー
ポール・マカノヴィツキー（Paul Makanowitzky, 1920年6月20日 - 1998年2月24日）は、スウェーデン出身のヴァイオリン奏者。

## 経歴
ロシア人の両親の元でストックホルムに生まれる。4歳の頃からイヴァン・ガラミアンにヴァイオリンを学び、ジャック・ティボーの薫陶も受けた。1929年にパリのサル・ガヴォーでデビュー・コンサートを開いた。1937年にはニューヨークで演奏会を開いてアメリカ・デビューを果たした。第二次世界大戦中には米軍に入隊して戦闘に参加している。1954年にピアニストのノエル・リーと出会い、1964年までデュオを組んだ。1966年からジュリアード音楽院のヴァイオリン教師になり、カーティス音楽学校やメドウマウント音楽学校等でも教鞭をとった。1970年から1983年までミシガン大学の教師陣に加わった。
メイン州フリーポートにて没。